# Rétaux de Villette
Rétaux de Villette, född 1754, död 1797, var en fransk prostituerad. Han var en av huvudfigurerna i den berömda bedrägeriaffär som är känd i historien som halsbandsprocessen. 
Han var verksam som gigolo. Han förfalskade brev från drottning Marie Antoinette som användes för att övertyga kardinal Louis de Rohan om att drottningen hade hyrt honom för att agera som hennes agent. Han dömdes som skyldig till förvisning från Frankrike. 